# Middle of Nowhere
Middle of Nowhere is een Amerikaans komische filmdrama uit 2008 onder regie van Peter Werner. Het verhaal is het debuut van de kleinschalige actrice Michelle Morgan als scriptschrijfster. De filmmuziek van Middle of Nowhere werd genomineerd voor een Golden Trailer Award.

## Verhaal
De onverantwoordelijke moeder Rhonda Berry (Susan Sarandon) gebruikt het geld bestemd voor de universitaire opleiding van haar oudste dochter Grace (Eva Amurri) om een modellencarrière voor haar jongste dochter Taylor (Willa Holland) te bekostigen. Grace gaat daarom op zoek naar een manier om toch haar studie te kunnen betalen. Zodoende komt ze terecht bij de rijke lapzwans Dorian Spitz (Anton Yelchin), voor wie ze als chauffeur gaat werken terwijl hij zijn rijke buurt van drugs voorziet.

## Rolverdeling
- Susan Sarandon - Rhonda Berry
- Anton Yelchin - Dorian Spitz
- Justin Chatwin - Ben Pretzler
- Willa Holland - Taylor
- Eva Amurri - Grace
- Brea Grant - Jean

## Trivia
- Rhonda (Sarandon) en Grace (Amurri) zijn ook in werkelijkheid moeder en dochter.